# Ejército sasánida
Ejército sasánida (en persa: ارتش ساسانيان; transl. Artesh-e Sāsānīyān) es el nombre que se da al conjunto de tropas terrestres del Imperio sasánida, el Estado persa de la Antigüedad tardía y comienzo de la Edad Media. Su origen se remonta al reinado de Ardacher I (226-241), el fundador del imperio. Ardacher, dedicándose a revivir el Imperio aqueménida, reformó las fuerzas armadas, formando un ejército que estaría bajo su propio mando y cuyos oficiales fueron separados por sátrapas, príncipes y nobles locales. Restauró la organización militar aqueménida, mantuvo el modelo de caballería parta, y empleó nuevos tipos de armas y técnicas de asedio. Este fue el comienzo de un sistema militar que sirvió por 400 años, durante los cuales el Imperio sasánida fue, junto con el Imperio romano y luego el Imperio bizantino, una de las dos superpotencias de Eurasia occidental. El ejército sasánida protegía el Eranshahr («el reino de Irán») en Oriente contra las incursiones de los nómadas de Asia Central como heftalitas y turcos, mientras que en Occidente estaba involucrado en una lucha recurrente contra el Imperio romano.

## Ejército

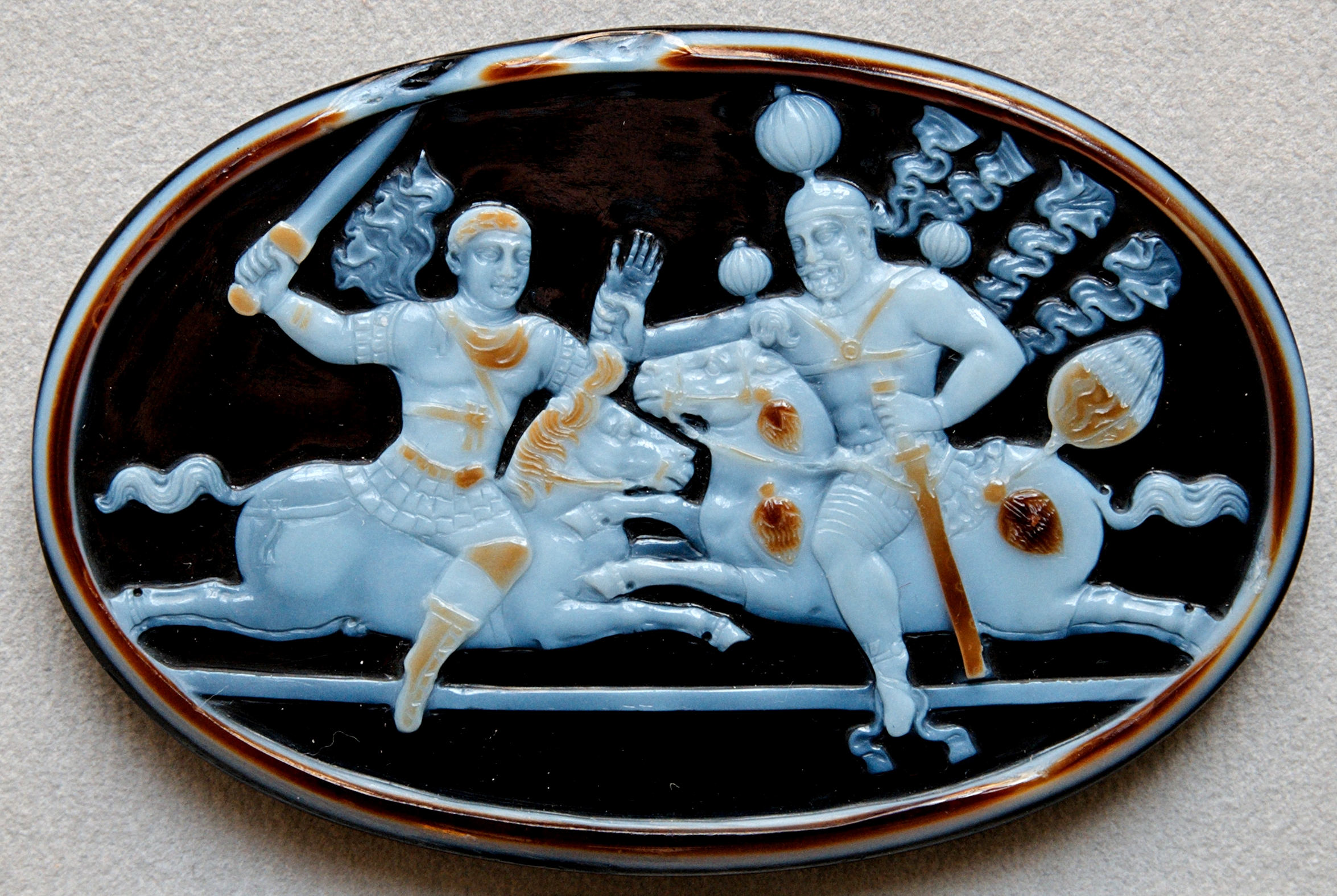
Un camafeo que muestra una escena de combate ecuestre, que representa la captura del emperador romano Valeriano en 256 por Sapor I, "con nuestra propia mano", según el propio pronunciamiento de este último.

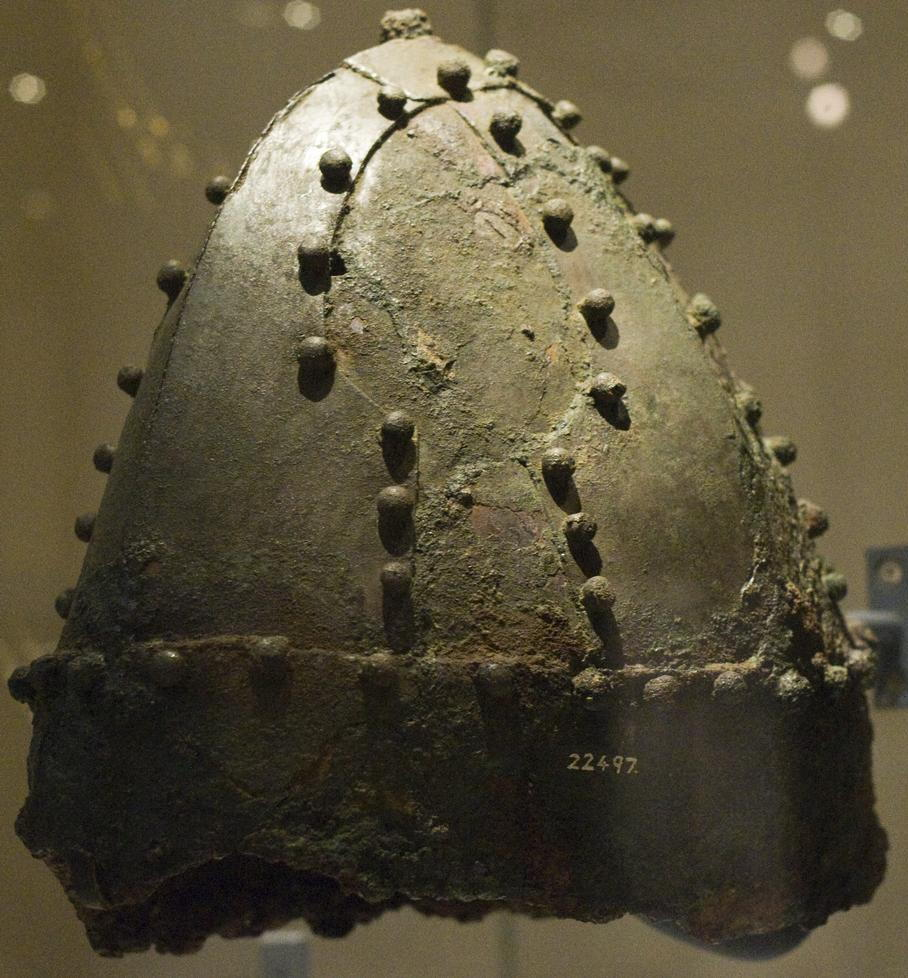
Un casco del ejército sasánida.

En el carácter de la guerra, los persas de la época sasánida diferían mucho de sus antepasados bajo los reyes aqueménidas. Los principales cambios que el tiempo produjo fue un desuso casi completo del carro de guerra, el avance del cuerpo de elefantes en una posición muy destacada e importante, y el uso cada vez mayor y la preeminencia de la caballería en el modelo de los partos, tanto catafractos pesados y arqueros a caballo. Cuatro armas principales del servicio fueron reconocidos, cada posición en un nivel diferente: el elefante, el caballo, los arqueros, y comunes soldados de a pie.

### Divisiones
En idioma Pahlavi, las divisiones más pequeñas de la Spāh se conocían como vasht y las grandes divisiones fueron conocidos como gond. Curiosamente, la palabra árabe jond (en árabe:جند), que significa "ejército", se deriva de esta última.

### Rangos
- Erān Spahbod: Comandante en jefe.
- Spahbod: general de campo.
- Pādgospān o Padouspān (persa moderno: پادوسبان): Comandante de cada una de las cuatro divisiones provinciales creado durante el reinado de Cosroes I.
- Marzbān o Kanārang: Equivalente al Margrave o comandante de la guardia de fronteras, de acuerdo con Procopio, que había sido equivalente en rango al strategos bizantino o al magister militum.
- Poshtikbān Sālār: Jefe de la guardia real.
- Erān anbāraghbad: Jefe de alto nivel encargado de suministros del ejército.
- Stor Bezashk: Jefe veterinario que se ocupaba de las monturas de la caballería de élite.
- Argbadh: castellano, comandante de un castillo o fortaleza.
- Pāyygān Sālār: Jefe de una división de infantería.
- Savārān Sardār: Jefe de una división de caballería.
- Gond Sālār: Comandante de una división gond.

### Caballería

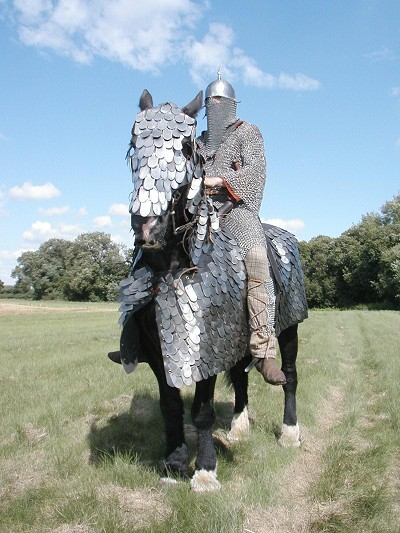
Reconstrucción de un catafracto de la época sasánida.

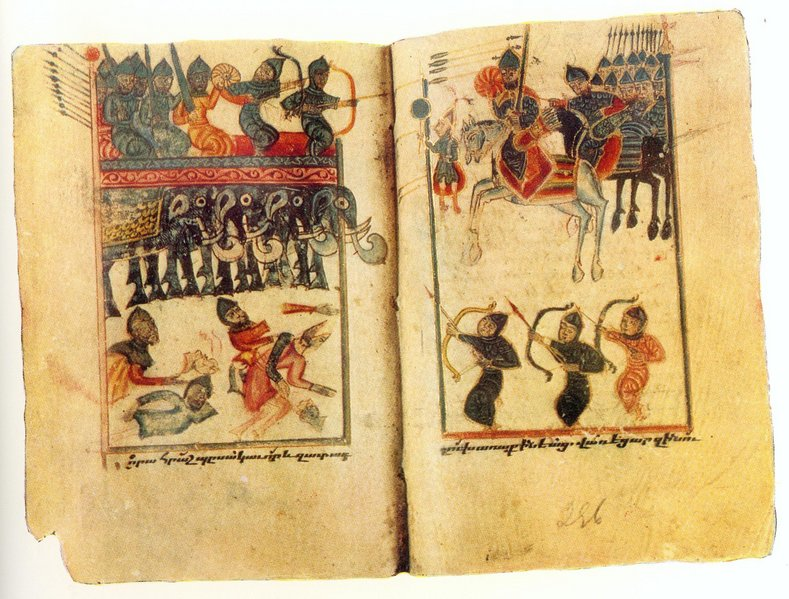
Una miniatura medieval armenia que representa a los elefantes de guerra sasánidas en la Batalla de Vartanantz.

La columna vertebral del Spâh en la época sasánida fue su caballería pesada acorazada, conocida desde la antigüedad clásica en el oeste como: Catafractos. Este estaba formado por nobles que se sometían extensivamente a ejercicios en la guerra y maniobras militares a través del entrenamiento militar, adquiriendo disciplina y convirtiéndose en verdaderos soldados de élite. En el ejército sasánida, la caballería era el elemento más influyente, y las tácticas de caballería sasánidas fueron adoptadas por los romanos, árabes y turcos. Su armamento, tácticas de batalla, tamgas, medallones, costumbres de la corte, e influencio enormemente a sus vecinos Romano-Bizantinos. Los romanos habían sostenido por mucho tiempo conflictos con enemigos que tenían caballería pesada, en particular los sármatas y partos, y las guerras recurrentes con los sasánidas fueron un factor importante para los romanos en las nuevas organizaciones militares y tácticas de combate que se centró en el uso de la caballería pesada en los siglos III y IV. Los romanos llamaron a esta recién formada unidad clibanario; Se dice que la palabra clibanario se deriva de la palabra persa grivpanvar o griva-pana-vara que significa el que está protegido hasta el cuello. Otro, más directo y se cita a menudo, es la etimología de la palabra griega ho klibanos, que se refiere a una olla tapada en el que el pan se cocía o a un horno pequeño, tal vez una referencia en broma a la pieza de la máscara de un casco que llevaba. El término romano aparece por primera vez en la Vita Alexandri Severi (56,5) en la Historia Augusta, una obra del final del siglo IV d. C.
Sapor II (r. 309-379) nuevamente reformó el ejército mediante una versión más pesada y más eficaz de caballería. Estas unidades montadas fueron vestidas con gruesas placas de hierro que cubrían todo su cuerpo. Esto hizo que ellos se parecieran mucho a estatuas de hierro movibles. Algunos estaban armados con una lanza y algunos con una espada y / o maza. Las representaciones de la caballería antes mencionados aún sobreviven, con uno de los mejor conservados en un relieve de roca en Taq-e Bostan donde Cosroes II se ve montado en su caballo favorito, Shabdiz.
El equipamiento de combate de los jinetes acorazados sasánidas fue:
- Clibanario: casco, cota de malla (Pahlavi griwban), peto, malla, guante (Pahlavi abdast), cinturón, guarda muslos (Pahlavi ran-ban), espada, maza, estuche con dos arcos y dos cuerdas de arco, carcaj con 30 flechas, dos cuerdas extras de arco, y la armadura del caballo (zen-abzar).

- Catafracto: casco, cota de malla, peto, malla, guante, cinturón, guarda muslos, estuche con dos arcos y dos cuerdas de arco, carcaj con 30 flechas, lanza, y la armadura del caballo (zen-abzar); con esto algunos tenían añadido un lazo (kamand), o una honda con perdigones.

La caballería pesada fue complementada por caballería ligera, que no estaban compuestos de sasánidas, pero que fueron reclutados de entre sus aliados y que sería completada por tropas mercenarias. Gelani (Guilani), Albani, Heftalitas, Kushán y los Jázaros fueron los principales proveedores de esta caballería ligera medio acorazada. Ellos fueron una parte esencial de la Spâh debido a su resistencia y velocidad en el campo de batalla.
Es posible que la caballería ligera, principalmente se destinara para las batallas con las tribus asiáticas centrales, mientras que la caballería pesada fue más utilizada en los encuentros con Roma.
En resumen, hubo las siguientes clases de las tropas de caballería móvil:
- Inmortales (Zhayedan).
- Savaranos: caballería de élite también descrito como la casta caballeresca persa.
- Elefantes de guerra.
- Caballería ligera: principalmente arqueros a caballo.
- Caballería media: caballería medio acorazada armados con lanza y escudo.
- Clibanarios: caballería pesada de choque armados con mazas y espadas.
- Catafractos: caballería pesada armada con lanzas (también conocida como Savaranos).

### Elefantes de guerra
Los dos tipos de unidades de caballería fueron apoyados por elefantes de guerra y arqueros de elite que hacían llover sobre el enemigo tormentas de flechas. El cuerpo de elefantes estaba en primera posición. Estos fueron reclutados de la India, pero en ningún momento fueron muy numerosos. Un gran establo fue creado para ellos, y en algunas de las primeras batallas contra los árabes la victoria fue considerada como ganada principalmente por esta arma militar. Actuaban con los mejores resultados en niveles de zonas abiertas, pero el valor de poner en ella era tal que, por más áspero y montañoso, y boscoso el país en el que las armas persas entraban, el elefante siempre acompañaba en la marcha de las tropas persas, y se tenía cuidado de hacer los caminos por donde ellos viajaban. El cuerpo de elefante estaba bajo un jefe especial, conocido como Zend-hapet, o "Comandante de los indios", ya sea porque los animales provenían de ese país, o porque fueron conducidos por los indígenas del Indostán. Estas bestias gigantescas actuaban caminando con torres en los campos de batalla y causaban el pánico y el desorden en las filas enemigas, creando aberturas en las líneas que la caballería podía aprovechar.

### Infantería

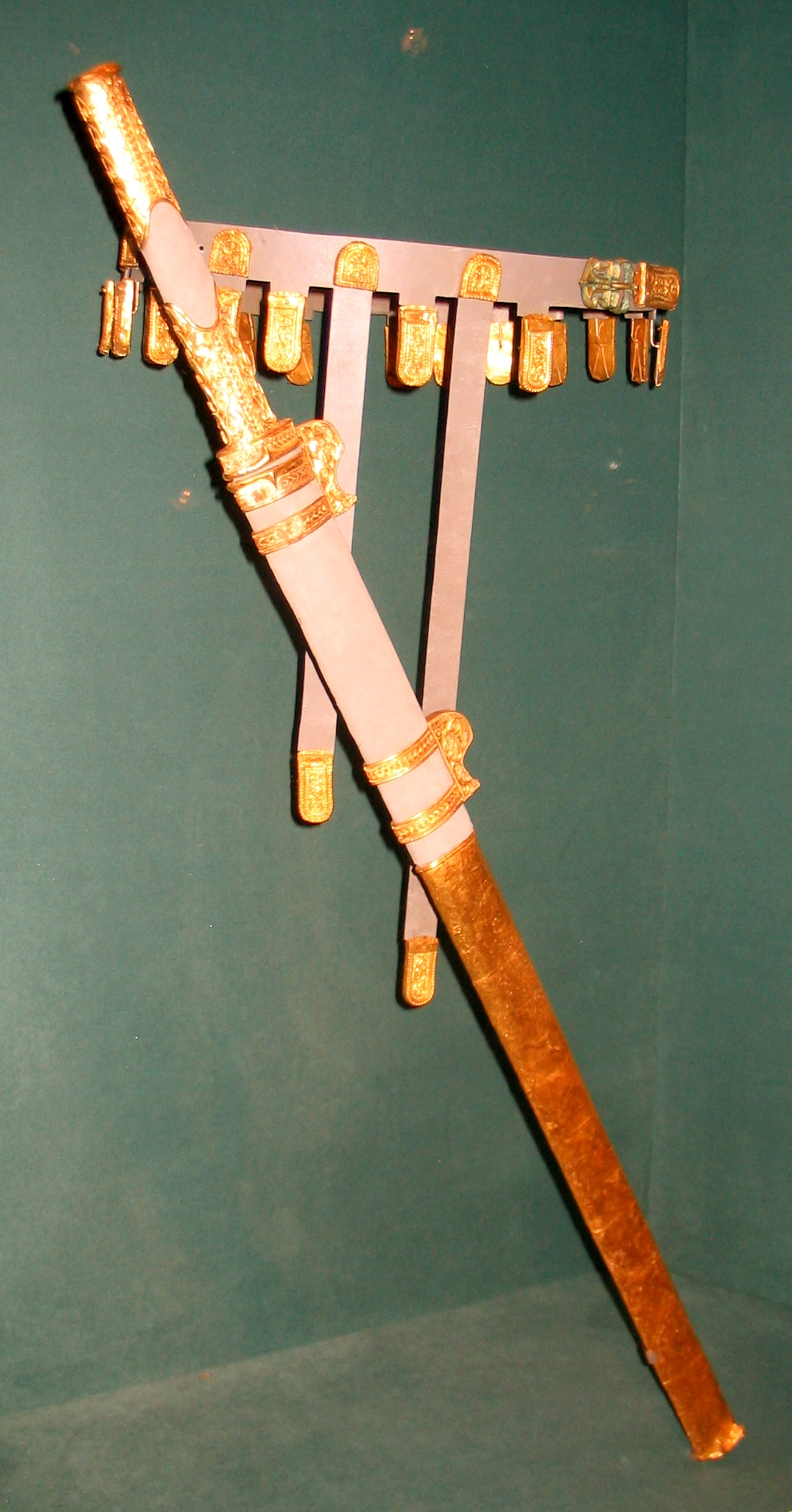
Una espada de oro sasánida manejar con una suspensión de dos manos.

La infantería eran en su mayoría lanceros a la ligera, que, al igual que sus antepasados aqueménidas, por lo general parece diseñada para la lucha contra las tropas de poca capacidad. Procopio de Cesarea famoso ellos ridiculizada como "una multitud de campesinos lamentable que vienen a la batalla para ningún otro propósito que el de cavar a través de paredes y despojar a los muertos y en general para servir a los soldados [es decir, la caballería]". En algunos batallas sin embargo, la infantería pesada se desplegó. Estos fueron bien pagados, blindados de infantería en gran medida (ya sea llevar a espada o maza). El Dailam y Sogdiana provincias del imperio, en particular, eran famosos por ofrecer calidad de los pies soldados-alto. Amiano Marcelino tiene varios comentarios iluminando para que en el pie de Irán de su época. En el sitio de Amida (359), de la que escapó por poco, su enemigo usa la honda y tiradores armados con arco, mientras que el otro pie en el correo de avanzada en manteletes en "apretadas filas," controlada por la trompeta. Que caracteriza a la infantería persa diciendo: "Su infantería armados como los gladiadores, y obedecer las órdenes como" siervos soldados ". Se alaba su práctica de maniobra y de perforación.
Los arqueros forman la élite de la infantería persa. Ellos fueron entrenados para disparar sus flechas con extrema rapidez, y con un objetivo que era casi infalible. El Barbas enormes escudos, adoptadas por los persas aqueménidas de los asirios (llamados Spara por los aqueménidas), todavía se mantuvo en uso, y desde detrás de una hilera de estos, se apoyaba en el suelo y formando una especie de lazo de la pared agujereada, el sasánida arqueros dispararon sus armas con gran efecto, ni fue hasta su tienda de flechas que se agotó a los romanos, normalmente, se sintió en igualdad de condiciones con su enemigo. Algunas veces los arqueros, en lugar de lo que los combates en línea, se entremezclan con el caballo pesado, con el que no fue difícil para ellos mantener el ritmo. Se irritaba al enemigo con sus descargas constantes de entre las filas de los jinetes, quedando ellos mismos en la seguridad comparativa, como las legiones rara vez se aventuró a cargo de la caballería persa enviado por correo. Si se vieron obligados a retirarse, todavía tiro hacia atrás mientras huían, y era un dicho proverbial con los romanos que eran entonces especialmente formidable. de Infantería se dividió en los siguientes tipos:
- Daylami: infantería pesada
- Dailamitas de élite de infantería
- Paighan: infantería medio armados con lanzas y escudos grandes
- Levy lanceros
- Kamandaran, arqueros a pie de élite:
- Luz iban las tropas, que como los kurdos arrojaban jabalinas

### Armas de asedio
Los sasánidas (a diferencia de los partos) habían organizado y mejorado los métodos de guerra de asedio para conquistar ciudades amuralladas. Muchos métodos fueron aprendidos de los romanos, pero pronto los sasánidas comenzaron a igualar no sólo en el uso de máquinas de asedio ofensivo como escorpiones, catapultas, arietes, sino también en el uso de excelentes tácticas defensivas de sus fortificaciones, como los métodos para el uso y la lucha contra las catapultas, para arrojar piedras o verter líquidos hirviendo sobre los atacantes o lanzando teas de fuego y proyectiles en llamas. Tabari registro que la principal razón detrás de la victoria de Vahriz sobre el ejército aksumita en Yemen había sido por el uso del panjigan (probablemente una ballesta equipada con dardos pesados) contra las fuerzas de Aksum, que no había encontrado un artefacto militar como ese en el pasado.
- Escorpión (Pahlavi panjigān o çarx : una ballesta equipados con dardos pesados)[4]
- Balista
- Ariete
- Onagro (arma de asedio) (Pahlavi koshkanjir o mangenik deriva del griego mēkhanikos)[4]

## Nobleza Azadan

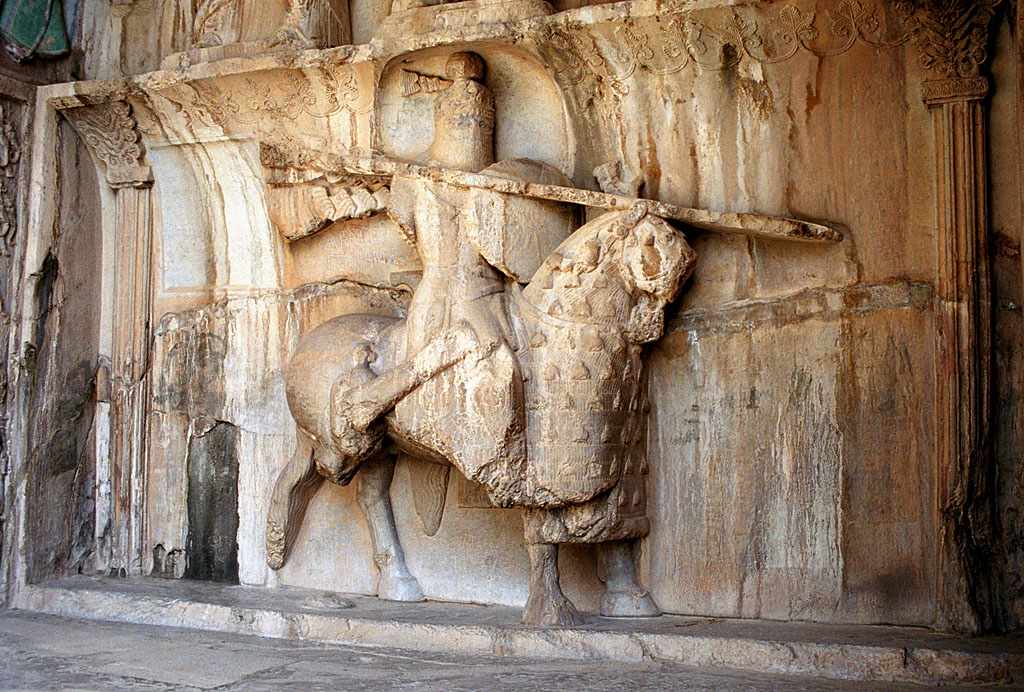
Representación del equipo de un ideal clibanario sasánida en los relieves monumentales en Taq-e Bostan.

Esta clase de nobleza se formó por primera vez en tiempos de los partos, y fue trasladado a la del estado sasánida, donde fueron una fuerza a tener en cuenta. Ellos acompañaban al rey en las guerras y demostraban un gran coraje y disciplina. Ellos son claramente los precursores y fundadores de los "Caballeros" de la posterior historia árabe. Los Aztan (Azadan, آزادان, "hombres libres") guardaban celosamente su condición de descendientes de los antiguos conquistadores arios y gobernantes de las masas de origen campesinos no arios. Estos Aztan formaron una pequeña aristocracia numerosa de administradores de rango inferior, en su mayoría vivían en sus pequeños estados y proporcionaban la columna vertebral de caballería del ejército sasánida. Más prestigiosos en su mayoría fueron los acorazados "Aswaran" اسوران que normalmente decidían el resultado de una batalla.
A pesar de su caída en el siglo VII d. C., el legado de los savaranos perduró en Europa, el Cáucaso, la India y el mundo musulmán. Fue la caballería de élite de la Persia sasánida, que fueron los precursores de los posteriores Faris árabes, los caballeros ingleses, los jinetes del Cáucaso, los Suwar de la India (derivado del persa Savar), y los tarjan turcos.
De hecho, algunas de las más pesadas de caballería musulmana, como los mamelucos, fueron posiblemente los descendientes de los clibanarios, ya que utilizaban las mismas armas y tácticas.
La cantidad de dinero necesaria para mantener a un guerrero de la casta Asawara hacía necesario que estos dispusieran de tierras, y en efecto, los caballeros savaranos (asawara) las obtuvieron de la corona. A cambio, fueron los más notables defensores de la corona en tiempos de guerra.